# 여원 (칭호)
여원(일본어: 女院 にょいん/にょういん[*])은 삼후 (태황태후/황태후/황후)나 그에 준하는 신분 (준후, 내친왕 등)의 여성에게 선하하는 칭호를 가리키며, 헤이안 시대 중기부터 메이지 유신까지 이어진 제도이다. "인(院)"은 즉 태상천황, "뇨인(女院)"은 그에 준하는 대우를 받은 여성이다. 상황을 본떠 원청을 두어 벳토, 판관대, 주전대 및 기타 제사를 맡아 전상을 정하고, 쿠로우도를 보충하였다.

## 선하의 대상
본래, 출가에 따라 후비의 대우 (후궁직)은 정지하도록 되어있었다. 그런데, 이치조 천황 대인 쇼랴쿠 2년 (991년), 황태후 후지와라노 센시 락쇼쿠 때, 황태후궁직을 세우는 동시에, 성은이 있어, 히가시산조인(東三条院)이라는 원호가 수여되고, 여원(女院)이 출현하게 된 것이다.
초기의 여원호 선하는 후비 중에서도 특히 국모가 된 자에 한정되어 이루어졌으나, 조호 원년 (1074년)의 고레이제이 천황의 중궁 쇼시 내친왕의 원호 선하 (니죠인) 이후, 소생이 없어도, 존귀한 출신으로 원호를 얻는 예가 더해졌다 (다만, 쇼시 내친왕의 경우, 새로 입후하는 비를 위해 후위를 비우는 수단으로 여원이 되었다는 설이 있다.). 또, 황녀를 준모 입후에 의한 존칭황후 (천황의 배우자가 아닌 칭호만으로써의 후)로 하는 제도가 시라카와 천황의 황녀 테이시 내친왕 (이쿠호몬인(郁芳門院))을 계기로 확립하게 되자, 원호 선하의 대상도 존칭황후로까지 확대되었고, 나아가 오호 원년 (1161년)의 쇼시 내친왕 (하치죠인(八条院))에 의해, 후위를 거치지 않고 원호 선하를 받는 길도 열렸다. 이 결과, 특히 내친왕에서 여원호 선하를 받는 사례가 크게 늘어났는데, 원칙적으로 선하의 대상은 후비・천황의 생모・내친왕 중 하나임이 전제이며, 겐겐 원년 (1302년)의 에이카몬인 즈이시 여왕 (무네타카 친왕의 딸, 고우다 천황의 후궁)이나, 오에이 14년 (1407년)의 키타야마인 히노 야스코 (아시카가 요시미츠의 정실) 등은 매우 이례적이다.
헤이안 말기부터 가마쿠라 시대에 걸쳐, 내란과 양통질립에 영향을 받아, 여원호 선하가 범람하여, 한때는 십여 명에 이르는 여원이 있었다. 이 중 황녀가 소령 상속의 전 단계로 원호를 부여받은 예가 많이 보이며, 내친왕 선하・준후 선지 후 당일 원호를 받는 경우도 있다. 무엇보다, 방대한 장원군을 물려받은 히메미야의 권세는 대단하여, 부를 이용하여 정치에 눈독을 들인 하치죠인, 센요몬인, 안카몬인 등이 대표적이다.
그 후, 무로마치 시대부터 에도 초기에 걸쳐, 입후・내친왕 선하가 함께 끊겼고, 그 결과, 천황의 생모만이 여원이 되는 시대가 오래 지속되었다. 하지만, 고미즈노오 천황의 중궁 도쿠가와 마사코 (도후쿠몬인) 이후부터 여원이 부활, 또 내친왕으로부터의 여원으로서 타카코 내친왕 (레이세이몬인)과 같은 예도 있었으나, 오기마치 나오코 (신타이켄몬인, 고메이 천황의 생모)를 마지막으로 메이지 유신때 폐지되었다. 그 후, 나카야마 요시코 ・야나기와라 나루코 (각자 메이지 천황・다이쇼 천황의 생모)의 대우를 둘러싸고 여원을 부활시키자는 의견도 나왔지만, 반대론이 많아 실현되지 못하였다.

## 명칭
여원의 명칭 (이하 여원호)은, 천황이나 상황의 원호와는 달리, 살아 있을 때의 시점에서 인고사다메(院号定)에 의해 결정된다. 최초의 두 사람의 여원에 입각하여 보면, 히가시산죠인의 칭호는 히가시산죠다이에 의해, 죠토몬인의 칭호는 죠토몬데이 (츠치미카도다이의 별명) (다이리우라의 죠토몬의 별명을 "츠치미카도"라 부르며, 거기로 통하는 도로는 츠치미카도 오오지 또는 죠토몬 오오지라고 불렸다)에 의해서 모두 이제(里第)에서 유래하였다. 이어서 요메이몬인・이쿠호몬인도, 전령한 저택이 각각 다이리 뒤의 요메이몬으로 통하는 코노에노 오오지 (다른 이름 요메이몬도오리)와 만나는 비와도노, 다이리 뒤의 이쿠호몬으로 통하는 오오이노미카도오오지와 만나는 오오이도노(大炊殿)로, 각자 그에 따른 문원호였다. 하지만, 덴지 원년 (1124년)의 타이켄몬인이후 여원호는 오자이쇼에 관계없이 선하되는 것이 정례화 되었다. 당시 조정 집행부와 관계가 좋지 않았던 케이호몬인처럼 실재하지 않는 문의 이름 (본인의 출가 후 법명에 "몬"을 추가한 것)을 부여받은 경우도 있다.
여원호의 결정에는, 우선 여러 후보가 거론된 가운데, 선정되었음을 기록으로 알 수 잇으며, 선정에 있어서는 리제명이나 문원명뿐만 아니라, 글씨가 좋은지의 여부와, 불길한 선례와 비슷하지 않은지, 또 이미 존재하는 원호와 중복이 되지 않는지 등, 다양한 각도에서 검토되었다. 또한, 천황・상황의 원호의 경우 "고(後)"를 붙여 중복되는 원호를 사용하였으나, 여원호의 대부분 "신(新)"자를 붙힌 것도 특징 중 하나이다 (고쿄고쿠인만 예외). 또, 천황・상황의 원호와 중복되는 여원호는 채용되지 않았던 반면, 반대로 천황의 원호를 정할때에는 니조 천황과 같이 선례인 여원호의 니죠인과의 중복은 고려되지 않았던 것으로 보인다.
또한, 신타이켄몬인의 이름만은, 남북조 시대의 아노 렌시와 에도 시대 말기의 오기마치 나오코의 두 사람이 중복되어 있다. 이는 전자가 남조로부터 선하된 것으로, 북조를 정통으로 하는 에도 시대의 사관에서는 무시되었기 때문이다.

## 문원호(門院号)
여원호의 한 형식으로, 궁궐의 문을 원호로 하는 문원호(門院号)가 있다. 초기 예는 죠토몬인으로, 원래는 리제에서 유래한 명명이지만, 2대에 걸쳐 국모가 된 죠토몬인은 길례로 여겨지기도 하여, 여원 전체의 대다수를 차지하는 원호가 되었다. 처음에는 금문 (다이다이리를 둘러싼 외곽 14개의 문)으로 한정되었으나, 가오 원년 (1169년)의 켄슌몬인 이후에는 궁문 (다이리의 외중을 둘러싼 외곽 7문)이나 내문 (다이리의 중중을 둘러싼 내곽 12문), 내합문, 기타 조당원, 풍락원의 문명도 도입되었다.

## 여원 목록
| 여원 목록  | 여원 목록               | 여원 목록                              | 여원 목록                                                                   | 여원 목록                                                    | 여원 목록                                | 여원 목록      |
| 원호       | 원호                    | 이름 (생몰년)                          | 부모                                                                        | 선하 이유                                                    | 선하일                                   | 선하 당시 신분 |
| ---------- | ----------------------- | -------------------------------------- | --------------------------------------------------------------------------- | ------------------------------------------------------------ | ---------------------------------------- | -------------- |
| 東三条院   | 히가시산죠인            | 후지와라노 센시/아키코 (962 - 1002)    | 아버지:관백 후지와라노 카네이에 어머니:후지와라노 나카마사의 딸 토키히메    | 이치조 천황의 어머니                                         | 쇼랴쿠 2년 9월 16일 (991년 10월 26일)    | 황태후         |
| 上東門院   | 죠토몬인                | 후지와라노 쇼시/아키코 (988 - 1074)    | 아버지:섭정 후지와라노 미치나가 어머니:미나모토노 마사노부의 딸 린시/토모코 | 이치조 천황의 중궁 고이치조・고스자쿠 천황 두 천황의 어머니  | 만주 3년 1월 19일 (1026년 2월 9일)       | 태황태후       |
| 陽明門院   | 요메이몬인              | 데이시/요시코 내친왕 (1013 - 1094)     | 아버지:산조 천황 어머니:후지와라노 미치나가의 딸이자 중궁 겐시              | 고스자쿠 천황의 황후 고산조 천황의 어머니                    | 지랴쿠 5년 2월 17일 (1069년 3월 12일)    | 태황태후       |
| 二条院     | 니죠인                  | 쇼시/아키코 내친왕 (1026 - 1105)       | 아버지:고이치조 천황 어머니:후지와라노 미치나가의 딸이자 중궁 이시          | 고레이제이 천황의 중궁                                       | 엔큐 6년 6월 16일 (1074년 7월 12일)      | 태황태후       |
| 郁芳門院   | 이쿠호몬인              | 데이시/야스코 내친왕 (1076 - 1096)     | 아버지:시라카와 천황 어머니:후지와라노 미치나가의 딸이자 중궁 이시          | 호리카와 천황의 준모・중궁                                   | 간지 7년 1월 19일 (1093년 2월 17일)      | 중궁           |
| 待賢門院   | 타이켄몬인              | 후지와라노 쇼시/타마코 (1101 - 1145)   | 아버지:곤다이나곤 후지와라노 킨자네 어머니:후지와라노 타카카타의 딸 미츠코  | 도바 천황의 중궁 스토쿠・고시라카와 두 천황의 어머니         | 덴지 원년 11월 24일 (1124년 12월 31일)   | 중궁           |
| 高陽院     | 카야노인                | 후지와라노 타이시/야스코 (1095 - 1156) | 아버지:관백 후지와라노 타다자네 어머니:미나모토노 아키후사의 딸 시시        | 도바 천황의 황후                                             | 호엔 5년 7월 28일 (1139년 8월 24일)      | 황후           |
| 美福門院   | 비후쿠몬인              | 후지와라노 토쿠시/나리코 (1117 - 1160) | 아버지:증좌대신 후지와라노 나가자네 어머니:미나모토노 토시후사의 딸 마사코  | 도바 천황의 황후 고노에 천황의 어머니                        | 규안 5년 8월 3일 (1149년 9월 6일)        | 황후           |
| 皇嘉門院   | 코카몬인                | 후지와라노 세이시/키요코 (1122 - 1182) | 아버지:관백 후지와라노 타다미치 어머니:후지와라노 무네미치의 딸 무네코      | 스토쿠 천황의 중궁                                           | 규안 6년 2월 27일 (1150년 3월 27일)      | 황태후         |
| 上西門院   | 죠사이몬인              | 토우시/무네코 내친왕 (1126 - 1189)     | 아버지:도바 천황 어머니:타이켄몬인                                          | 고시라카와 천황준모・황후                                    | 호겐 4년 2월 13일 (1159년 3월 4일)       | 황후           |
| 八条院     | 하치죠인                | 쇼시/아키코 내친왕 (1137 - 1211)       | 아버지:도바 천황 어머니:비후쿠몬인                                          | 니조 천황의 준모                                             | 오호 원년 12월 16일 (1162년 1월 3일)     | 준후           |
| 高松院     | 타카마츠인              | 슈시.요시코 내친왕 (1141 - 1176)       | 아버지:도바 천황 어머니:비후쿠몬인                                          | 니조 천황의 중궁                                             | 오호 2년 2월 5일 (1162년 2월 20일)       | 중궁           |
| 九条院     | 쿠죠인                  | 후지와라노 데이시/시메코 (1131 - 1176) | 아버지:태정대신 후지와라노 코레미치 어머니:후지와라노 아키타카의 딸 릿시    | 고노에 천황의 중궁                                           | 닌난 3년 3월 14일 (1168년 4월 23일)      | 황태후         |
| 建春門院   | 켄슌몬인                | 타이라노 지시/시게코 (1142 - 1176)     | 아버지:증좌대신 타이라노 토키노부 어머니:후지와라노 아키요리의 딸 유시      | 다카쿠라 천황의 어머니                                       | 가오 원년 4월 12일 (1169년 5월 10일)     | 황태후         |
| 建礼門院   | 켄레이몬인              | 타이라노 토쿠시/노리코 (1155 - 1214)   | 아버지:태정대신 타이라노 키요모리 어머니:타이라노 토키노부의 딸 토키코      | 다카쿠라 천황의 중궁 안토쿠 천황의 어머니                    | 요와 원년 11월 25일 (1182년 1월 1일)     | 중궁           |
| 殷富門院   | 인푸몬인                |                                        | 아버지: 어머니:                                                             | 安徳天皇准의 어머니・의 황후 後도바 천황准의 어머니・의 황후 | 분지 3년 6월 28일 (1187년 8월 4일)       | 황후           |
| 七条院     | 시치죠인                |                                        | 아버지: 어머니:                                                             | 後도바 천황의 어머니                                         | 겐큐 원년 4월 22일 (1190년 5월 27일)     | 준후           |
| 宣陽門院   | 센요몬인                |                                        | 아버지: 어머니:                                                             |                                                              | 겐큐 2년 6월 26일 (1191년 7월 19일)      | 준후           |
| 宜秋門院   | 기슈몬인                |                                        | 아버지: 어머니:                                                             | 後도바 천황의 중궁                                           | 쇼지 2년 6월 28일 (1200년 8월 9일)       | 중궁           |
| 承明門院   | 쇼메이몬인              |                                        | 아버지: 어머니:                                                             | 土御門天皇의 어머니                                          | 겐닌 2년 1월 15일 (1202년 2월 9일)       | 준후           |
| 坊門院     | 보몬인                  |                                        | 아버지: 어머니:                                                             | 土御門天皇准의 어머니・의 황후                               | 겐에이 원년 9월 2일 (1206년 10월 5일)    | 황후           |
| 修明門院   | 슈메이몬인              |                                        | 아버지: 어머니:                                                             | 順徳天皇의 어머니                                            | 겐에이 2년 6월 7일 (1207년 7월 3일)      | 준후           |
| 春華門院   | 슌카몬인                |                                        | 아버지: 어머니:                                                             | 順徳天皇准의 어머니・의 황후                                 | 조겐 3년 4월 25일 (1209년 5월 30일)      | 황후           |
| 陰明門院   | 온메이몬인              |                                        | 아버지: 어머니:                                                             | 土御門天皇의 중궁                                            | 조겐 4년 3월 19일 (1210년 4월 14일)      | 중궁           |
| 嘉陽門院   | 카요몬인                |                                        | 아버지: 어머니:                                                             |                                                              | 겐포 2년 6월 10일 (1214년 7월 18일)      | 준후           |
| 東一条院   | 히가시이치죠인          |                                        | 아버지: 어머니:                                                             | 順徳天皇의 중궁 仲恭天皇의 어머니                            | 조큐 4년 3월 25일 (1222년 5월 7일)       | 중궁           |
| 北白河院   | 키타시라카와인          |                                        | 아버지: 어머니:                                                             | 後호리카와 천황의 어머니                                     | 조오 원년 7월 11일 (1222년 8월 19일)     | 준후           |
| 安嘉門院   | 안카몬인                |                                        | 아버지: 어머니:                                                             | 後호리카와 천황准의 어머니・의 황후                          | 조오 3년 8월 4일 (1224년 9월 18일)       | 황후           |
| 安喜門院   | 안키몬인                |                                        | 아버지: 어머니:                                                             | 後호리카와 천황의 황후                                       | 가로쿠 3년 2월 20일 (1227년 3월 9일)     | 황후           |
| 鷹司院     | 타카츠카사인            |                                        | 아버지: 어머니:                                                             | 後호리카와 천황의 중궁                                       | 간기 원년 4월 18일 (1229년 5월 12일)     | 중궁           |
| 藻璧門院   | 소헤키몬인              |                                        | 아버지: 어머니:                                                             | 後호리카와 천황의 중궁 四条天皇의 어머니                     | 조에이 2년 4월 3일 (1233년 5월 13일)     | 중궁           |
| 明義門院   | 메이기몬인              |                                        | 아버지: 어머니:                                                             |                                                              | 가테이 2년 12월 21일 (1237년 1월 19일)   | 준후           |
| 式乾門院   | 시키켄몬인              |                                        | 아버지: 어머니:                                                             | 四条天皇准의 어머니                                          | 엔오 원년 11월 12일 (1239년 12월 8일)    | 황후           |
| 宣仁門院   | 센닌몬인                |                                        | 아버지: 어머니:                                                             | 四条天皇의 뇨고                                              | 닌지 4년 2월 23일 (1243년 3월 15일)      | 준후           |
| 正親町院   | 오기마치인              |                                        | 아버지: 어머니:                                                             |                                                              | 간겐 원년 6월 26일 (1243년 7월 14일)     | 준후           |
| 室町院     | 무로마치인              |                                        | 아버지: 어머니:                                                             |                                                              | 간겐 원년 12월 14일 (1244년 1월 25일)    | 준후           |
| 大宮院     | 오오미야인              |                                        | 아버지: 어머니:                                                             | 後嵯峨天皇의 중궁 後深草・亀山두 천황의 어머니               | 호지 2년 6월 18일 (1248년 7월 10일)      | 중궁           |
| 仙華門院   | 센카몬인                |                                        | 아버지: 어머니:                                                             | 後嵯峨天皇准의 어머니・의 황후                               | 겐초 3년 3월 27일 (1251년 4월 19일)      | 황후           |
| 永安門院   | 에이안몬인              |                                        | 아버지: 어머니:                                                             |                                                              | 겐쵸 3년 11월 13일 (1251년 12월 26일)    | 준후           |
| 神仙門院   | 신센몬인                |                                        | 아버지: 어머니:                                                             |                                                              | 겐쵸 8년 2월 7일 (1256년 3월 5일)        | 준후           |
| 東二条院   | 히가시니죠인            |                                        | 아버지: 어머니:                                                             | 後深草天皇의 중궁                                            | 쇼겐 원년 12월 19일 (1260년 2월 1일)     | 중궁           |
| 和徳門院   | 카토쿠몬인/와토쿠몬인   |                                        | 아버지: 어머니:                                                             |                                                              | 고초 원년 3월 8일 (1261년 4월 9일)       | 준후           |
| 月華門院   | 겟카몬인                |                                        | 아버지: 어머니:                                                             |                                                              | 고쵸 3년 7월 27일 (1263년 9월 1일)       | 준후           |
| 今出河院   | 이마데가와인            |                                        | 아버지: 어머니:                                                             | 亀山天皇의 중궁                                              | 분에이 5년 12월 6일 (1269년 1월 9일)     | 중궁           |
| 京極院     | 쿄고쿠인                |                                        | 아버지: 어머니:                                                             | 亀山天皇의 황후 後宇多天皇의 어머니                          | 분에이 9년 8월 9일 (1272년 9월 2일)      | 황후           |
| 新陽明門院 | 신요메이몬인            |                                        | 아버지: 어머니:                                                             | 亀山天皇妃                                                   | 분에이 12년 3월 28일 (1275년 4월 25일)   | 준후           |
| 延政門院   | 엔세이몬인              |                                        | 아버지: 어머니:                                                             |                                                              | 고안 7년 2월 28일 (1284년 3월 16일)      | 준후           |
| 玄輝門院   | 겐키몬인                |                                        | 아버지: 어머니:                                                             | 伏見天皇의 어머니                                            | 쇼오 원년 12월 16일 (1289년 1월 9일)     | 준후           |
| 五条院     | 고죠인                  |                                        | 아버지: 어머니:                                                             |                                                              | 쇼오 2년 12월 10일 (1290년 1월 22일)     | 준후           |
| 遊義門院   | 유기몬인                |                                        | 아버지: 어머니:                                                             | 後二条天皇准의 어머니・의 황후                               | 쇼오 4년 8월 12일 (1291년 9월 6일)       | 황후           |
| 永陽門院   | 에이요몬인              |                                        | 아버지: 어머니:                                                             |                                                              | 에이닌 2년 2월 7일 (1294년 3월 5일)      | 준후           |
| 昭慶門院   | 쇼케이몬인              |                                        | 아버지: 어머니:                                                             |                                                              | 에이닌 4년 8월 11일 (1296년 9월 9일)     | 준후           |
| 永福門院   | 에이후쿠몬인/요후쿠몬인 |                                        | 아버지: 어머니:                                                             | 伏見天皇의 중궁 後伏見天皇養의 어머니                        | 에이닌 6년 8월 21일 (1298년 9월 27일)    | 중궁           |
| 昭訓門院   | 쇼쿤몬인                |                                        | 아버지: 어머니:                                                             | 亀山天皇妃                                                   | 쇼안 3년 3월 19일 (1301년 4월 28일)      | 준후           |
| 永嘉門院   | 에이카몬인              |                                        | 아버지: 어머니:                                                             | 後宇多天皇妃                                                 | 쇼안 4년 1월 20일 (1302년 2월 18일)      | 준후           |
| 陽徳門院   | 요토쿠몬인              |                                        | 아버지: 어머니:                                                             |                                                              | 쇼안 4년 3월 15일 (1302년 4월 13일)      | 준후           |
| 章義門院   | 쇼기몬인                |                                        | 아버지: 어머니:                                                             |                                                              | 도쿠지 2년 6월 22일 (1307년 7월 22일)    | 준후           |
| 西華門院   | 세이카몬인              |                                        | 아버지: 어머니:                                                             | 後二条天皇의 어머니                                          | 엔쿄 원년 12월 2일 (1309년 1월 13일)     | 준후           |
| 広義門院   | 코기몬인                |                                        | 아버지: 어머니:                                                             | 後伏見天皇妃 花園天皇養의 어머니                             | 엔쿄 2년 1월 13일 (1309년 2월 23일)      | 준후           |
| 章善門院   | 쇼젠몬인                |                                        | 아버지: 어머니:                                                             |                                                              | 엔쿄 2년 2월 3일 (1309년 3월 15일)       | 준후           |
| 朔平門院   | 사쿠헤이몬인            |                                        | 아버지: 어머니:                                                             |                                                              | 엔쿄 2년 6월 27일 (1309년 8월 3일)       | 준후           |
| 長楽門院   | 쵸라쿠몬인              |                                        | 아버지: 어머니:                                                             | 後二条天皇의 중궁                                            | 엔쿄 3년 12월 19일 (1311년 1월 9일)      | 중궁           |
| 延明門院   | 엔메이몬인              |                                        | 아버지: 어머니:                                                             |                                                              | 쇼와 4년 2월 24일 (1315년 3월 29일)      | 준후           |
| 談天門院   | 단텐몬인                |                                        | 아버지: 어머니:                                                             | 後醍醐天皇의 어머니                                          | 분포 2년 4월 12일 (1318년 5월 13일)      | 준후           |
| 達智門院   | 탓치몬인                |                                        | 아버지: 어머니:                                                             | 의 황후                                                      | 겐오 원년 11월 15일 (1319년 12월 27일)   | 황후           |
| 万秋門院   | 반슈몬인                |                                        | 아버지: 어머니:                                                             | 後二条天皇尚侍                                               | 겐오 2년 2월 26일 (1320년 4월 5일)       | 준후           |
| 寿成門院   | 쥬세이몬인/쥬죠몬인     |                                        | 아버지: 어머니:                                                             |                                                              | 겐오 2년 8월 24일 (1320년 9월 26일)      | 준후           |
| 顕親門院   | 켄신몬인                |                                        | 아버지: 어머니:                                                             | 花園天皇의 어머니                                            | 쇼추 3년 2월 7일 (1326년 3월 11일)       | 준후           |
| 崇明門院   | 스메이몬인              |                                        | 아버지: 어머니:                                                             | 東宮邦良親王妃                                               | 겐토쿠 3년 10월 25일 (1331년 11월 25일)  | 준후           |
| 礼成門院   | 레이세이몬인            |                                        | 아버지: 어머니:                                                             | 後醍醐天皇의 중궁                                            | 쇼쿄 원년 5월 20일 (1332년 6월 13일)     | 중궁           |
| 後京極院   | 고쿄고쿠인              | 아버지: 어머니:                        | 겐코 3년 10월 12일 (1333년 11월 19일)                                       | 後醍醐天皇의 중궁                                            | 황태후                                   |                |
| 宣政門院   | 센세이몬인              |                                        | 아버지: 어머니:                                                             | 光厳天皇妃                                                   | 겐무 2년 2월 2일 (1335년 2월 25일)       | 준후           |
| 章徳門院   | 쇼토쿠몬인              |                                        | 아버지: 어머니:                                                             |                                                              | 겐무 3년 4월 2일 (1336년 5월 13일)       | 준후           |
| 新室町院   | 신무로마치인            |                                        | 아버지: 어머니:                                                             | 後醍醐天皇의 중궁                                            | 겐무 4년 1월 16일 (1337년 2월 17일)      | 중궁           |
| 徽安門院   | 키안몬인                |                                        | 아버지: 어머니:                                                             | 光厳天皇妃                                                   | 겐무 4년 2월 7일 (1337년 3월 17일)       | 준후           |
| 宣光門院   | 센코몬인                |                                        | 아버지: 어머니:                                                             | 花園天皇妃                                                   | 겐무 5년 4월 28일 (1338년 5월 18일)      | 준후           |
| 新待賢門院 | 신타이켄몬인            |                                        | 아버지: 어머니:                                                             | 後村上天皇의 어머니                                          | 쇼헤이 6년 12월 28일 (1352년 1월 15일)   | 황태후         |
| 陽禄門院   | 요로쿠몬인              |                                        | 아버지: 어머니:                                                             | 崇光・後光厳두 천황의 어머니                                 | 분나 원년 10월 29일 (1352년 12월 6일)    | 준후           |
| 嘉喜門院   | 카키몬인                |                                        | 아버지: 어머니:                                                             | 長慶・後亀山？天皇의 어머니                                  | 쇼헤이 24년 (1369년)? 분추 2년 (1373년)? |                |
| 新宣陽門院 | 신센요몬인              |                                        | 아버지: 어머니:                                                             |                                                              | 덴주 4년 2월? (1378년 3월?)              | 준후?          |
| 崇賢門院   | 스켄몬인                |                                        | 아버지: 어머니:                                                             | 後円融天皇의 어머니                                          | 에이토쿠 3년 4월 25일 (1383년 5월 27일)  | 준후           |
| 通陽門院   | 츠요몬인                |                                        | 아버지: 어머니:                                                             | 後小松天皇의 어머니                                          | 오에이 3년 7월 24일 (1396년 8월 27일)    | 준후           |
| 北山院     | 키타야마인              |                                        | 아버지: 어머니:                                                             | 後小松天皇准의 어머니 将軍足利義満室                         | 오에이 14년 3월 5일 (1407년 4월 12일)    | 준후           |
| 光範門院   | 코혼몬인                |                                        | 아버지: 어머니:                                                             | 称光天皇의 어머니                                            | 오에이 32년 7월 29일 (1425년 9월 11일)   | 준후           |
| 敷政門院   | 후세이몬인              |                                        | 아버지: 어머니:                                                             | 後花園天皇의 어머니                                          | 분안 5년 3월 4일 (1448년 4월 7일)        | 준후           |
| 嘉楽門院   | 카라쿠몬인              |                                        | 아버지: 어머니:                                                             | 後土御門天皇의 어머니                                        | 분메이 13년 7월 26일 (1481년 8월 21일)   | 준후           |
| 豊楽門院   | 부라쿠몬인              |                                        | 아버지: 어머니:                                                             | 後奈良天皇의 어머니                                          | 덴분 4년 1월 12일 (1535년 2월 14일)      | 준후           |
| 新上東門院 | 신죠토몬인              |                                        | 아버지: 어머니:                                                             | 後陽成天皇의 어머니                                          | 게이초 5년 12월 29일 (1601년 2월 2일)    | 준후           |
| 中和門院   | 츄카몬인                |                                        | 아버지: 어머니:                                                             | 後陽成天皇의 뇨고 後水尾天皇의 어머니                        | 겐나 6년 6월 2일 (1620년 7월 1일)        | 준후           |
| 東福門院   | 토후쿠몬인              |                                        | 아버지: 어머니:                                                             | 後水尾天皇의 중궁 明正天皇의 어머니                          | 간에이 6년 11월 9일 (1629년 12월 23일)   | 중궁           |
| 壬生院     | 미부인                  |                                        | 아버지: 어머니:                                                             | 後光明天皇의 어머니                                          | 조오 3년 8월 18일 (1654년 9월 28일)      | 준후           |
| 新広義門院 | 신코기몬인              |                                        | 아버지: 어머니:                                                             | 霊元天皇의 어머니                                            | 엔포 5년 7월 5일 (1677년 8월 3일)        | 준후           |
| 逢春門院   | 호슌몬인                |                                        | 아버지: 어머니:                                                             | 後西天皇의 어머니                                            | 조쿄 2년 5월 22일 (1685년 6월 23일)      | 준후           |
| 新上西門院 | 신죠사이몬인            |                                        | 아버지: 어머니:                                                             | 霊元天皇의 중궁                                              | 조코 4년 3월 25일 (1687년 5월 6일)       | 중궁           |
| 承秋門院   | 쇼슈몬인                |                                        | 아버지: 어머니:                                                             | 東山天皇의 중궁                                              | 호에이 7년 3월 21일 (1710년 4월 19일)    | 중궁           |
| 新崇賢門院 | 신소켄몬인              |                                        | 아버지: 어머니:                                                             | 中御門天皇의 어머니                                          | 호에이 7년 3월 26일 (1710년 4월 24일)    | 준후           |
| 敬法門院   | 케이호몬인              |                                        | 아버지: 어머니:                                                             | 東山天皇의 어머니                                            | 쇼토쿠 원년 12월 23일 (1712년 1월 30일)  | 준후           |
| 新中和門院 | 신츄카몬인              |                                        | 아버지: 어머니:                                                             | 中御門天皇의 뇨고 桜町天皇의 어머니                          | 교호 5년 1월 20일 (1720년 2월 27일)      | 준후           |
| 礼成門院   | 레이세이몬인            |                                        | 아버지: 어머니:                                                             |                                                              | 교호 10년 6월 26일 (1725년 8월 4일)      | 준후           |
| 青綺門院   | 세이키몬인              |                                        | 아버지: 어머니:                                                             | 桜町天皇의 뇨고 後桜町天皇의 어머니                          | 간엔 3년 6월 26일 (1750년 7월 29일)      | 황태후         |
| 開明門院   | 카이묘몬인              |                                        | 아버지: 어머니:                                                             | 桃園天皇의 어머니                                            | 호레키 13년 2월 10일 (1763년 3월 24일)   | 삼위(三位)     |
| 恭礼門院   | 쿄라이몬인              |                                        | 아버지: 어머니:                                                             | 桃園天皇의 뇨고 後桃園天皇의 어머니                          | 메이와 8년 7월 9일 (1771년 8월 19일)     | 황태후         |
| 盛化門院   | 세이카몬인              |                                        | 아버지: 어머니:                                                             | 後桃園天皇의 뇨고 光格天皇養의 어머니                        | 덴메이 3년 10월 12일 (1783년 11월 6일)   | 황태후         |
| 新皇嘉門院 | 신코카몬인              |                                        | 아버지: 어머니:                                                             | 仁孝天皇의 뇨고（贈의 황후）                                 | 분세이 6년 4월 6일 (1823년 5월 4일)      | 준후           |
| 新清和院   | 신세이와인              |                                        | 아버지: 어머니:                                                             | 光格天皇의 중궁                                              | 덴포 12년 윤1월 22일 (1841년 3월 14일)   | 황태후         |
| 東京極院   | 히가시쿄고쿠인          |                                        | 아버지: 어머니:                                                             | 仁孝天皇의 어머니                                            | 덴포 15년 2월 13일 (1844년 3월 31일)     | 준후           |
| 新朔平門院 | 신사쿠헤이몬인          |                                        | 아버지: 어머니:                                                             | 仁孝天皇의 뇨고                                              | 고카 4년 10월 13일 (1847년 11월 20일)    | 황태후         |
| 新待賢門院 | 신타이켄몬인            |                                        | 아버지: 어머니:                                                             | 孝明天皇의 어머니                                            | 가에이 3년 2월 27일 (1850년 4월 9일)     | 준후           |

## 같이 보기
- 후위 (后位)
- 국모
- 준모
- 원호